# Icerya similis
Icerya similis är en insektsart som beskrevs av Morrison 1927. Icerya similis ingår i släktet Icerya och familjen pärlsköldlöss. Inga underarter finns listade i Catalogue of Life.